# Benjamin Mountfort
Benjamin Woolfield Mountfort (Birmingham, 13 de Março de 1825 - 15 de Março de 1898) foi um arquiteto inglês, emigrante na Nova Zelândia, onde se tornou um dos arquitetos mais destacados do país no século XIX. Foi fundamental na formação da cidade de Christchurch.
Foi nomeado primeiro arquiteto oficial para o desenvolvimento da província de Canterbury. Fortemente influenciado pela filosofia anglo-católica e pela precoce arquitetura vitoriana, o seu estilo levou o neo-gótico até à Nova Zelândia. As suas maquetes de madeira e pedra são tidas como um complemento fundamental do crescimento cultural da Nova Zelândia.

## Da infância ao casamento
Mountfort nasceu em Birmingham, na época uma cidade desenvolvida pela indústria, em Midlands Ocidental, no Reino Unido, filho do fabricante de perfumes Thomas Mountfort e da sua esposa, Susanna Woolfield Mountfort. Passou uma infância sem grandes dificuldades financeiras, o que lhe permitiu estudar e, mais tarde, já na juventude, mudar-se para Londres.
Na metrópole começou a estudar arquitectura sob a tutela do arquitecto anglo-católico Richard Cromwell Carpenter, cuja linha neo-gótica exerceu uma enorme influência durante todo o seu percurso. Após o final dos estudos com Carpenter, Mountfort começou por exercer a sua profissão em Londres.
Quando, em 1849, desposou Emily Elizabeth Newman, o casal resolveu emigrar no ano seguinte para a província de Canterbury, na Nova Zelândia, sendo dois dos primeiros colonos a instalarem-se na zona. Partiram no navio Charlotte-Jane, uma das famosas embarcações conhecidas por «os primeiros quatro navios», como referência às primeiras embarcações de colonos que partiram de Inglaterra para a Nova Zelândia. Este grupo de colonos, conhecidos como «The Pilgrims», tiveram os seus nomes gravados nas placas de mármore na Praça da Catedral, em Christchurch, em frente à catedral que o próprio Mountfort ajudou a projectar.

## Nova Zelândia

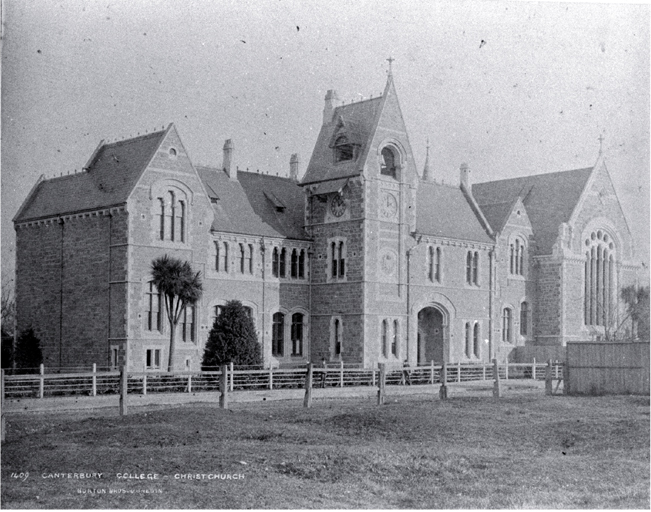
Canterbury College, projetada por Benjamin Mountfort em 1877, é destacada por sua torre central, possuíndo um estilo medieval no salão da direita.

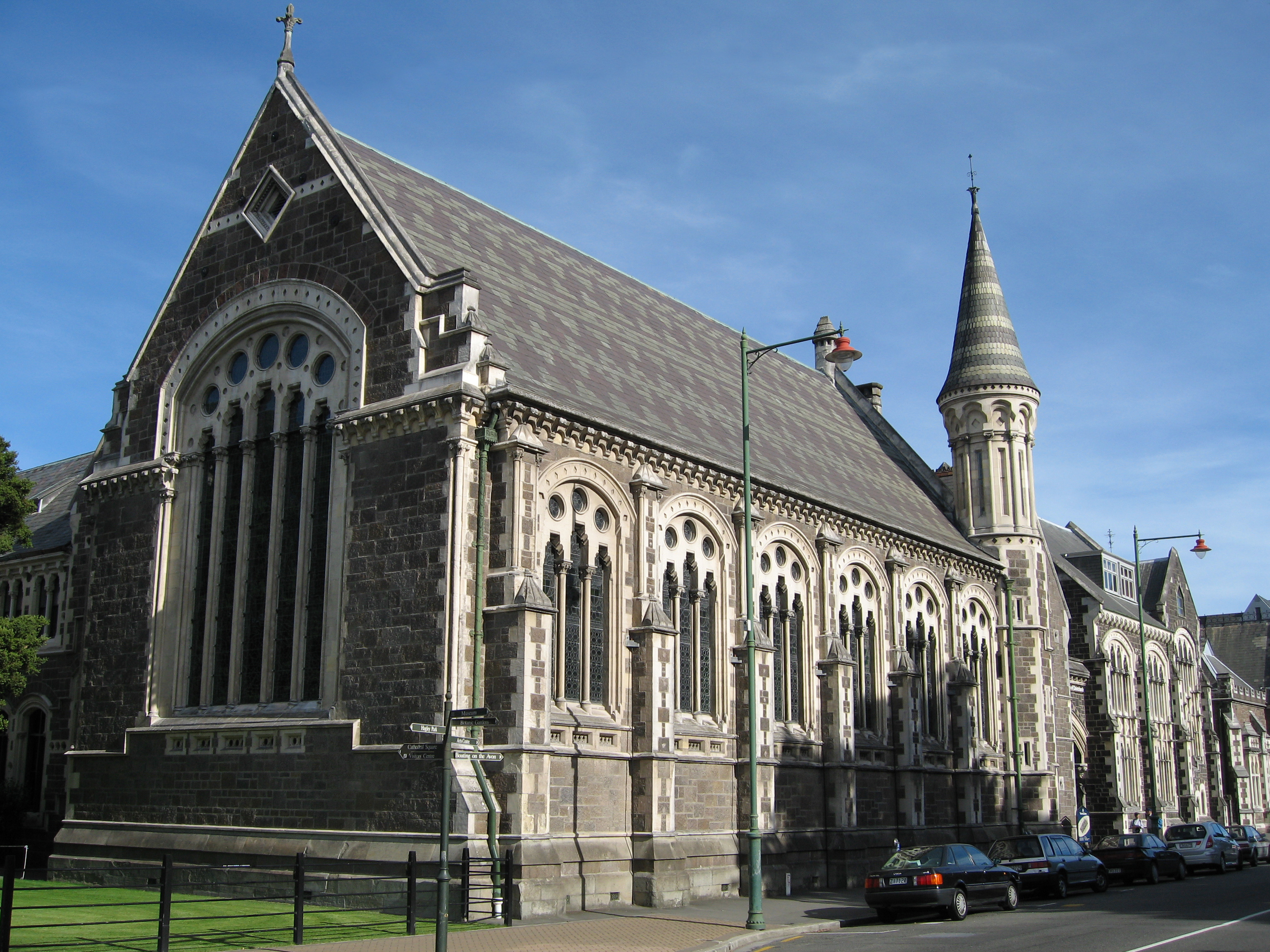
Canterbury College, O grande salão, fotografado à direita da fotografia acima.

Em 1850 a Nova Zelândia era um novo país, e o governo britânico encorajou activamente a imigração de colonos. Mountfort chegou a Canterbury cheio de ambições que conduziram ao projecto de uma nova colónia. A Nova Zelândia significava para Mountfort muito mais que o recomeço de uma vida.
Consigo partiram também o irmão Charles, a irmã Susannah e a esposa do irmão, todos com idades compreendidas entre os 21 e 26 anos. A vida no local era extremamente difícil e desapontante. Mountfort fundou uma pequena firma de arquitectos. Christchurch era pouco mais que uma aldeia grande povoada de cabanas de madeira cobertas com feno ou folhas entrelaçadas que significavam o refúgio para as centenas de colonos que haviam chegado.
O seu percurso como arquitecto iniciou-se, para desespero de Mountfort e da família, com um desastre: a sua primeira encomenda na colónia foi a Igreja da Santíssima Trindade, em Lyttelton, que se desmoronou pouco tempo depois da sua construção. A calamidade atribuiu-se em parte à sua carência de conhecimentos sobre os materiais de construção locais, a nível de qualidade e de facilidade de manuseamento, e sobre o terreno, diferente do que havia estudado na Inglaterra. Com o desastre, a sua reputação caiu a pique. Num jornal local lia-se o seguinte:
| “ | Um arquitecto medianamente formado cujos edifícios... não satisfizeram ninguém, com uma evidente deficiência de conhecimento dos princípios de construção, apesar de engenhoso projectista e de bom gosto [...]. | ” |

Consequentemente, Mountfort deixou a arquitectura e adquiriu uma livraria, onde também dava aulas de desenho, até 1857. Durante este período de um «deserto arquitectónico», o britânico descobriu outra áreas que lhe captaram a atenção. A fotografia foi uma delas, arte que explorou fazendo retratos dos seus familiares e vizinhos nas suas actividades do quotidiano.
Mountfort era um livre maçom, e membro inicial da Loja da Unanimidade. O edifício da loja foi o único que projectou durante este período, em 1851. Foi a primeira loja maçónica em Ilha Sul.

## O retorno à arquitectura
Em 1857, Mountfort retornou de vez à arquitectura, abrindo uma firma com o seu cunhado, Isaac Luck, esposo da sua irmã Suzannah. Em Julho do ano precedente, Christchurch recebeu os estatutos de cidade e de capital administrativa da província de Canterbury, o que resultou num período de prosperidade e que trouxe o desenvolvimento económico, comercial, social e, por consequência, o desenvolvimento cultural.
O grande desenvolvimento da nova cidade gerou um grande conjunto de oportunidades para Mountfort e para o seu sócio. Em 1858 receberam a encomenda do projecto para os novos Edifícios do Concelho da Província de Canterbury (Canterbury Provincial Council Buildings), um vasto e imponente edifício de pedra que resultou num dos melhores trabalhos do britânico. A etapa dos projectos para o novo edifício teve início em 1861, quando o Concelho da Província decidiu incluir mais 35 membros, e, consequentemente, o edifício camarário (o edifício da prefeitura) tornou-se demasiado pequeno.
Os planos para um novo e grandioso edifício de pedra incluiam oficinas de despachos e demandas, secretarias, salas destinadas à realização dos trabalhos dos executivos, mas também refeitório e facilidades recreativas. Do exterior, o edifício assumia um aspecto austero e robusto, dominado por uma torre central no estilo neo-gótico.
O interior resultava numa perturbante fusão de cores e estilos, predominantemente, o estilo medieval, o gótico, fundido com uma visão vitoriana. Entre os particulares da decoração, incluiam-se janelas de vidros coloridos e um dos cinco únicos relógios de duas faces do mundo, na altura. A câmara era ricamente decorada com placas de madeira talhadas pelo escultor local William Brassington. Os relevos incluíam representações dos indígenas da Nova Zelândia e dos animais selvagens existentes na província.
Os seus clientes ficaram surpreendidos com o novo edifício e com o seu estilo gótico revivalista (ou neo-gótico), que o público começou, finalmente, a reparar nos edifícios erguidos pela firma de Mountfort e Luck. À falta de outros arquitectos disponíveis, o governo da cidade e os novos-ricos, que cada vez mais acorriam à cidade, determinaram o início da carreira de autêntico êxito de Benjamin Mountfort na Nova Zelândia, com novos e audazes projectos arquitectónicos.

## O revivalismo gótico de Mountfort

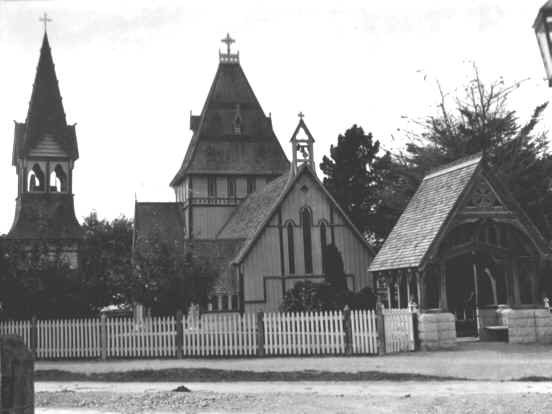
St Augustine's Church em Waimate. Arquitetura gótica de Mountfort em madeira, projetado em 1872: foi o campanário de uma catedral medieval em miniatura, vizinha de um telhado em château, penetrado pelo lych gate de uma igreja paroquial inglesa, e com sucesso harmonizada com a paisagem da Nova Zelândia.

O neo-gótico, ou gótico revivalista, surgiu na arquitectura no século XVIII tardio como uma espécie de revolta contra os mais formais e clássicos estilos que marcaram os séculos anteriores. Com 16 anos, Mountfort adquiriu dois livros escritos pelo artista neo-gótico Augustus Pugin, Os verdadeiros princípios da arquitectura cristã e Uma apologia ao revivalismo da arquitectura critã. Desde então, o britânico tornou-se um seguidor assíduo dos fortes valores arquitectónicos anglo-católicos de Pugin. Estes valores reafirmaram-se quando, em 1846, se tornou pupilo de Richard Cromwell Carpenter, com 21 anos de idade.
Carpenter foi, tal como Mountfort, um devoto anglo-católico e subscreveu todas as teorias do Tractarianismo, que tinha o seu expoente em Oxford e Cambridge. Estes conservadores movimentos teológicos concentravam-se na defesa da igreja medieval como a mais puritana e espiritual e a que melhor contactava fisicamente com o ser-humano devido à sua grandiosidade e aspecto robusto, muito mais que as igrejas neoclássicas que utilizavam formas mais simples e longuilíneas, que esbatiam a importância espiritual e religiosa do local.
Como resultado destas teorias, a arquitectura medieval foi declarada como sendo a linha a seguir pelo grupo, excluindo a influência da arquitectura paladina, que influenciava os estilos arquitectónicos desde o século XVIII. Apesar do conservadorismo, as teorias, na prática, resultaram numa grande evolução do tratamento dos materiais, na arquitectura, e prolongou-se até ao século XX, consumida e financiada maioritariamente por personalidades de dominante posição na estrutura social, como banqueiros e políticos e novos-ricos que pretendiam surpreender.
Qualquer que tenha sido a filosofia por trás do revivalismo gótico, na Londres do século XIX, os governantes do Império Britânico achavam que arquitetura neo-gótica foi adequada para as colónias, devido à sua forte conotação anglicana protestante, que representa o trabalho árduo, a moralidade e a conversão de povos nativos. A ironia desta situação foi que muitas das igrejas projectadas por Benjamin Mountfort ficaram nas mãos dos católicos romanos, como dos muitos novos emigrantes de origem irlandesa. Para os muitos construtores britânicos na Ilha Sul, o estilo em que trabalhavam, ou seja, o neo-gótico de Mountfort, representou uma lembrança nostálgica das paróquias deixadas para trás na Grã-Bretanha, com a sua verdadeira arquitectura medieval.
Os precoces trabalhos  revivalistas de Mountfort na Nova Zelândia acompanharam os mais rígidos estilos anglicanos, como havia praticado junto a Carpenter, com janelas de alta lanceta e muitos gabletes. Conforme a sua carreira progrediu, e ele próprio se provou mais poderoso que a empresa, seus projetos foram desenvolvidos de uma forma mais europeia, com torres, tourelles e telhados ricamente ornamentados à maneira francesa), um estilo que foi de forma alguma peculiar para Mountfort, mas foi apoiado por arquitectos como Alfred Waterhouse na Grã-Bretanha. Por outro lado, o estilo do chatêaux sempre foi mais popular nas colônias do que na Grã-Bretanha, onde edifícios monumentais como o Natural History Museum e St. Pancras Station foram sujeitas ao criticismo popular. Nos Estados Unidos da América, no entanto, foi aprovado com enorme entusiasmo, na 5th Avenue, em Nova Iorque, onde famílias de ricos empreendedores como os Vanderbilt competiam pelo palacete ou mansão mais bonitos, muitos deles edificados sob o estilo neo-gótico francês.
As habilidades de Mountfort como arquitecto foram leigas na adaptação desses estilos complexos e extravagantes para usar os limitados materiais e recursos disponíveis na Nova Zelândia. Embora madeira para igrejas sejam abundantes, em certas partes dos EUA, elas são geralmente de um simples desenho clássico, do que das igrejas de madeira de Mountfort na Nova Zelândia, pois são ornamentadas com fantasias neo-góticas, como aquelas que ele concebia em pedra. Talvez a parte complexa de seu trabalho possa ser explicada em uma declaração de princípios que ele e seu parceiro Luck escreveram quando licitados para ganhar a comissão para conceber a Govern House, em Auckland, em 1857:
| “ | [...] Assim, vemos nas edificações da natureza, tais como as as montanhas e colinas; Nada linear, nada esquemático, mas, sim, a diversidade; suportes, paredes e tourreles como diferença uns dos outros, tanto quanto o possível, ainda produzindo um efeito de graduação, que não se deve aproximar de qualquer outro trabalho, moldando a irregularidade do contorno. O simples estudo de um carvalho ou um ulmeiro seria suficiente para confundir a teoria da regularidade... | ” |

Este parece ser o princípio do design que Mountfort se empenhou por desenvolver ao longo do seu percurso arquitectónico.

## Arquitetura provinciana

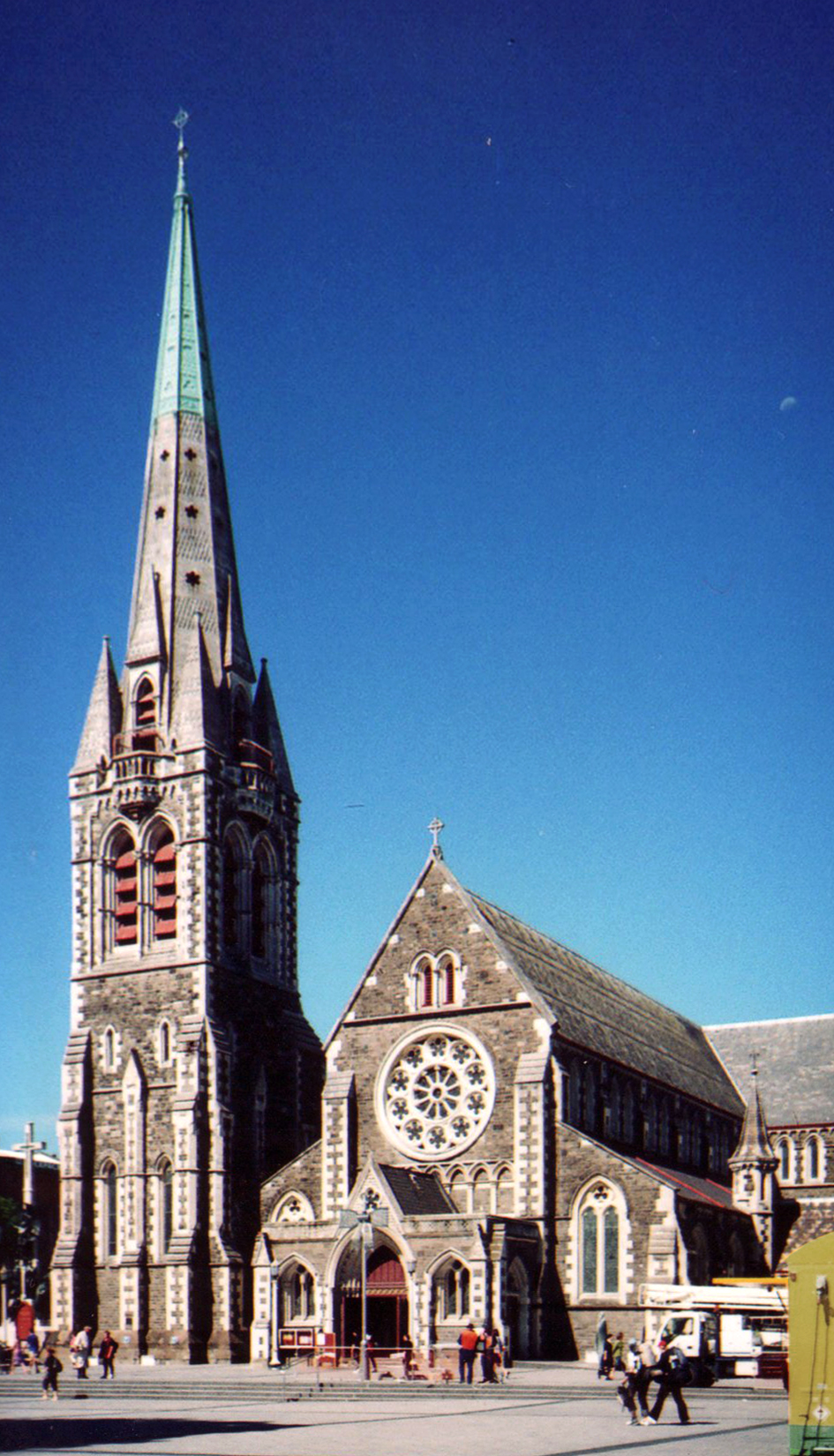
A construção da Christchurch Cathedral, projetada por George Gilbert Scott, foi supervisada por Benjamin Mountfort, que projetou o pináculo.

Como "arquiteto provinciano" - um cargo criado especialmente para Mountfort em 1864 - Mountfort projetou uma Igreja Católica Romana de madeira para a comunidade da cidade de Christchurch. Esta construção em madeira foi posteriormente ampliada várias vezes, até que foi renomeada catedral. Ela acabou por ser substituída em 1901 pela Catedral do Santíssimo Sacramento, um mais permanente edifício de pedra da autoria do arquiteto Frank Petre. Mountfort durante muito tempo trabalhou com madeira, um material que, em caso algum, foi considerado como uma entrave ao estilo neo-gótico, sendo mesmo uma das grandes marcas da arquitectura do britânico. É desta forma que muitos de seus edifícios erguidos na Nova Zelândia deram ao país o seu estilo neo-gótico único.
Entre 1869 e 1882 ele projetou o Museu de Canterbury, posteriormente o Colégio de Canterbury (Canterbury College) e sua torre do relógio em 1877. A construção dos edifícios para a instalação do Canterbury College, que mais tarde se viria a tornar Universidade de Canterbury, começou com a construção do bloco que incluia a torre do relógio. Neste edifício, inaugurado em 1877, foi o primeira construção proposta para uma universidade na Nova Zelândia. O edifício ficou completo nas duas subsequentes etapas, no já usual estilo neo-gótico. No seu conjunto, a complexo universitário é tido como o rival às expansões dos Colégios de Oxbridge, simultaneamente levadas a cabo na Inglaterra. Rodeado por pátios, o colégio aparentava também um estilo vitoriano. Os motivos góticos eram evidentes nas fachadas, incluindo as geniais escadas em forma de caracol com galerias que as acompanham diagonalmente, inspiradas no Castelo de Blois. A composição completa do Canterbury College é mutuamente a reminiscência do convento de Pugin, Convento de Nossa Senhora da Clemência, na cidade natal de Mountfort, Birmingham. Através da arquitectura revivalista, Mountfort traçou a unicidade da Província de Canterbury.
George Gilbert Scott, o arquitecto da Catedral de Christchurch, e mentor de Carpenter, propôs a Mountfort a criação de projectos para uma nova catedral. Esta proposta foi originalmente vetada pela Comissão da Catedral. Não obstante, os constantes atrasos e problemas financeiros, deram ao arquitecto a posição de supervisor em 1873. Mountfort foi responsável por várias alterações nos projectos do ausente arquitecto principal, mais obviamente, a a torre e a ala oeste. Desenhou também a pia baptismal e o Harper Memorial. A catedral só foi, no entanto, completada seis anos depois do falecimento de Mountfort, em 1904. A catedral é muito mais do que um edifício no estilo neo-gótico europeu com uma torre sineira ao lado do corpo da catedral, mas sim uma aproximação ao estilo tradicional inglês.
Em 1872 o britânico tornou-se membro da Associação de Arquitectos de Canterbury, um corpo responsável pelo subsequente desenvolvimento da nova cidade. Mountfort estava no pico da sua carreira.
Na década de 80, Mountfort proclamou-se como o primeiro arquitecto eclesiástico da Nova Zelândia, aumentando a fasquia da unicidade da província e fortalecendo os seus créditos. Em 1888, ele desenhou a Catedral de São João em Napier. Esta construção em ladrilho foi demolida no desastroso terramoto de 1931, que destruiu Napier. Entre 1886 e 1897, Mountfort trabalhou numa das mais amplas igrejas que já tinha projectado, a Catedral de Santa Maria de Auckland. Com cerca de 800 m², era a maior igreja neo-gótica de madeira no mundo. É consagrada como o melhor e mais imponente trabalho do final da vida de Mountfort.
Pondo de parte a sua carreira, Mountfort era um homem realmente interessado em artes e um talentoso artista, cujas arte e ambição parecem tê-lo confinado a fazer parte de um memorial de arquitectos que marcou o mundo no século XIX. Porém, nos seus últimos anos a sua posição foi ocupada por um jovem arquitecto com novos gostos e influenciado por novos estilos, o que causou a sua queda em desgraça e o endividamento. Com 73 anos de idade, Benjamin Mountfort veio a falecer, em 1898. Foi enterrado no cemitério da Sagrada Trindade em Avonside.

## Avaliação dos trabalhos de Mountfort

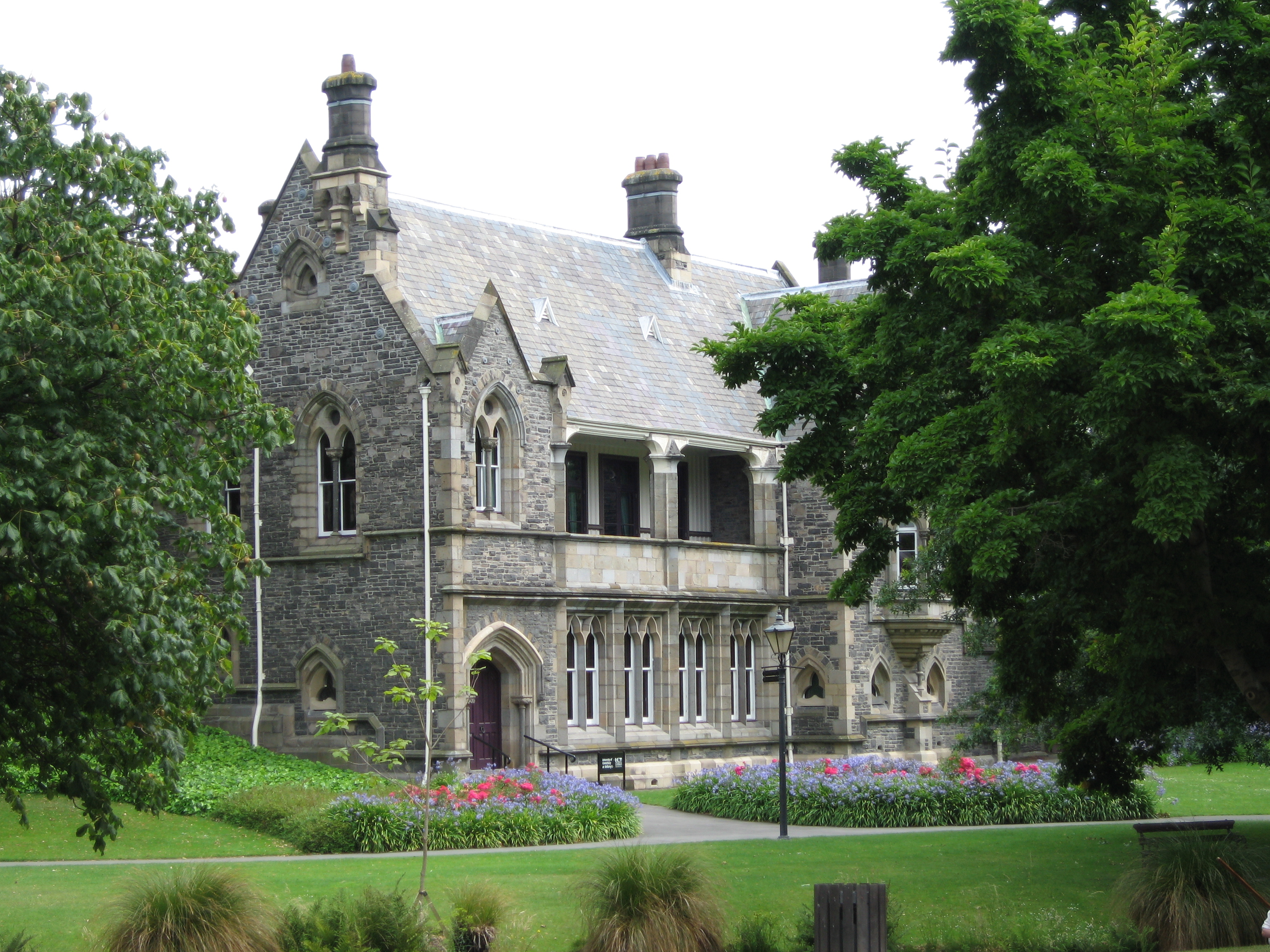
Canterbury Provincial Council Buildings, uma das construções de Mountfort na Nova Zelândia e um dos maiores marcos do estilo neo-gótico.

Avaliando os trabalhos de  Mountfort hoje, deve se evitar julgá-los contra um pano de fundo simultaneamente desenvolvido na Europa. Na década de 1860, a Nova Zelândia era um país em desenvolvimento, onde os materiais e recursos disponíveis gratuitamente na Europa foram conspícua por sua ausência. Quando disponíveis eram muitas vezes de qualidade inferior, como Mountfort descobriu com a madeira seca em seu primeiro projeto desastroso. Seus primeiros edifícios, na sua nova pátria, eram muitas vezes demasiado grandiosos ou arrojados, sem ter em conta os clima e paisagem não-europeus. No entanto, ele logo se adaptou e desenvolveu sua habilidade em trabalhar com materiais brutos e não refinados.

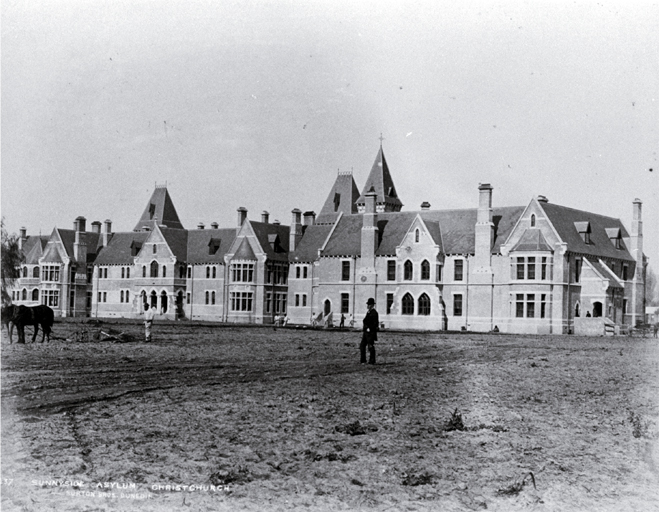
Sunnyside Asylum, Christchurch. Completada em 1891, um dos grandes trabalhos de Mountfort. Projetada no estilo neo-gótico, suas grandes janelas criam uma aparência de chalet, ao invés de um local para internações de doentes mentais.

Christchurch e os seus arredores são únicos na Nova Zelândia pelo seu estilo de arquitetura gótica revivalista, algo que poderá ser directamente atribuída a Benjamin Mountfort. Embora Mountfort tenha aceite pequenas comissões domésticas, ele é hoje mais conhecido pelos desenhos executados para o público, os organismos cívicos, bem como as igrejas. Seus edifícios monumentais de pedra em Christchurch, que não seriam fora de lugar em Oxford ou Cambridge, são uma realização extraordinária sobre adversidade dos materiais. Sua característica são as igrejas neo-góticas em madeira a partir do século XIX. Desta forma, Benjamin Mountfort a proeza foi fazer do seu estilo de arquitetura, sinônimo da identidade da província de Canterbury. Após sua morte, um de seus sete filhos, Cyril, continuou a obra do pai em estilo neo-gótico, bem no século XX. Cyril Mountfort foi responsável pela igreja de St. Luke's na cidade, que foi desenho inacabado de seu pai.  Desta forma, e através do uso público do seu diário muitos edifícios, Mountfort permanece vivo nos nossos tempos devido aos seus trabalhos. Ele está classificado hoje, com o seu contemporâneo R. A. Lawson, como um dos maiores arquitetos da Nova Zelândia do século XIX.

## Construções por Benjamin Mountfort
- Most Holy Trinity in Lyttelton, 1851 (demolida)
- Canterbury Provincial Council Buildings, 1858–1865:
- Christchurch Cathedral, iniciado em 1863:
- Canterbury Museum, 1869–1882:
- St. Augustine's  Church, Waimate 1872:
- Trinity Church, Christchurch 1873:
- Avonside Church Chancel, 1876:
- St Paul's Church, Papanui, 1877
- Canterbury College, Christchurch, 1882:
- Church of the Good Shepherd, Phillipstown,1884
- St Mary's Church, Auckland, iniciada em 1886: .
- St John's Cathedral, Napier, 1888
- Sunnyside Asylum, Christchurch, 1881–1893